# 甘茨
甘茨是奥地利施蒂利亚州米尔茨楚施拉格县的一个市镇。总面积32.12平方公里，总人口373人，人口密度11.6人/平方公里（31-12-2005年）。